# BRACKET
「BRACKET」（ブラケット）は、1987年10月25日にポリドールから発売されたKAN2作目のシングル。

## 解説
アルバム『NO-NO-YESMAN』と同日発売。

## 収録曲
- 全曲　作曲：KAN　編曲：KAN・松本晃彦

1. BRACKET
  - 作詞：長島理生
2. 僕のGENUINE KISS
  - 作詞：KAN